# Monts Diuata
Les monts Diuata sont une chaîne de montagnes située sur l'île de Mindanao, aux Philippines.